# Al Green
El reverend Albert Greene, popularment conegut com a Al Green, va néixer el 13 d'abril de 1946 a la localitat de Forrest City (Arkansas).
És un cantant de Soul i Gospel estatunidenc que va aconseguir una gran popularitat en el principi i la meitat dels anys 70. Va interpretar Gospel en el si del grup Greene Brothers.
Entre els anys 1964 i 1967 va pertànyer al grup The Creations. Més tard va cantar amb el seu germà Robert Green i amb Llig Virgins en el projecte Soul Mates, de 1967 a 1968.
El 1980 va tornar al món del gospel. El 1995 va ser inclòs en el Saló de la Fama del Rock and Roll (Rock and Roll Hall of Fame).
Ha estat unànimement reconegut per fusionar aquests diferents estils musicals entre si, aconseguint la unió del secular amb el religiós. Durant els anys 1970 va obtenir el seu major èxit, convertint-se en un dels músics amb més supervendes d'aquesta època. L'any 2008, Green va rebre un premi per tota la seva trajectòria artística anomenat Lifetime Achievement Award durant l'esdeveniment de premiació BET Awards. El seu estil vocal ha estat descrit com un aspre i càlid baríton i un eteri falset.
L'any 2004 la revista Rolling Stone el va col·locar al lloc 65 de la seva llista dels cent artistes millors i immortals de tots els temps (100 Greatest Artists of All Time).

## Biografia
Joventut
Albert Greene va néixer a la ciutat Forrest City a l'estat d'Arkansas, Estats Units. El seu pare era Robert Greene i treballava com a medier, la seva mare es deia Cora. El 1955, el jove Albert es va traslladar amb la seva família a la ciutat de Grand Rapids a l'estat de Míchigan.
Greene va començar la seva carrera musical quan tenia nou anys, en un quartet conegut com a Greene Brothers, en companyia dels seus germans Robert, Walter i William. No obstant això, el seu pare el va expulsar de l'agrupació musical perquè Albert escoltava la música de Jackie Wilson i perquè va expressar el seu interès d'iniciar una carrera musical.
El 1964, Greene i els seus amics de la secundària van decidir formar una banda de pop, a la qual van batejar amb el nom de Creations. El grup va estar en vigència tres anys i van enregistrar alguns èxits musicals sota la discogràfica Zodiac. No obstant això, després d'un any de la separació del grup, els membres es van tornar a ajuntar, i aquesta vegada es van denominar Al Greene and the Soul Mates, arribant a obtenir gran fama amb la cançó Back Up Train, la qual va aconseguir la posició 41 a la llista d'èxits de 1968. Tot i l'originalitat i vivacitat d'aquest projecte musical pertanyent al gènere rhythm and blues, i produït per la discogràfica Hot Line, l'àlbum no va aconseguir bones vendes.

## Carrera artística i èxit
El 1969, Greene va iniciar la seva carrera com a solista en clubs nocturns i va adoptar el nom artístic d'Al Green. En una de les seves presentacions a Midland, va tenir l'oportunitat de conèixer el trompetista i vicepresident de la discogràfica Hi Records, Willie Mitchell, qui després de veure la presentació de Green va quedar impressionat i el va convidar a Memphis perquè realitzessin un àlbum musical junts. Mitchell havia predit l'èxit de Green, i el va incentivar que busqués el seu propi estil de veu, en una època en què el jove artista buscava imitar els seus ídols musicals que eren Jackie Wilson, Wilson Pickett, James Brown i Sam Cooke. El 1970, tots dos van fer el seu primer àlbum titulat Green is Blues sota la producció de la discogràfica a la qual Mitchell representava i que era propietat del productor Joe Coughi. L'àlbum va tenir un èxit moderat, i Mitchell es va encarregar dels arranjaments musicals, l'enginyeria de so, i la producció. Mitjançant aquest projecte Green va demostrar al públic la seva poderosa i expressiva veu, i el disc següent va ser, Al Green Gets Next To You (1970). Aquest àlbum va tenir un èxit massiu i va incloure quatre senzills d'or, en què es demostra l'evolució de la veu i la millora de les composicions realitzades per Green. Des del principi, Green va establir un patró de combinació de senzills originals i versions de cèlebres cançons com Light My Fire, How Can You Mend a Broken Heart? i For the Good Times'.
No obstant, va obtenir un èxit més gran amb l'àlbum Let's Stay Together (1972). En la cançó del mateix títol, Green va refinar la seva veu aconseguint el seu falset més alt, i aquesta interpretació al seu torn va aconseguir convertir-se en número u segons la llista de comptatge dels 100 senzills més populars dels Estats Units, coneguda com a Billboard Hot 100, durant nou setmanes consecutives. Així mateix, va realitzar el llançament de l'àlbum I'm Still In Love With You (1972), i un any més tard va presentar el disc Call Me, que va aconseguir una gran popularitat en aquesta època, i és considerat per alguns crítics com la seva obra més important. En 1974, Green va publicar el disc de vinil Al Green Explores Your Mind, el qual contenia la cançó «Take Me To the River», la qual va ser versionada anys després per la banda Talking Heads, al seu segon àlbum titulat More Songs About Buildings and Food.

## Conversió al cristianisme
El 18 d'octubre de 1974, a la residència de l'intèrpret a Memphis, la seva parella sentimental Mary Woodson li va demanar matrimoni (tot i que ella ja estava casada amb un altre home), però ell va refusar. Despetjada, aprofitant que Green estava prenent un bany, li va llançar a l'esquena sèmola bullint. Immediatament, una amiga de Green que es trobava també a la casa va anar a prestar-li els primers auxilis. Sentint-se doblement ofèsa, Woodson es va tancar en una de les habitacions i, després d'escriure una nota de suïcidi, es va disparar mortalment amb un revòlver de Green. Per la seva banda, aquest va haver de ser evacuat a un hospital, on va ingressar amb cremades de tercer grau a l'estómac, el dors i els braços.
Green va canalitzar aquest incident com un senyal de Déu. Seguidament, va ser ordenat com a reverend del tabernacle del pentecostalisme (en anglès Full Gospel Tabernacle, el 1976). No obstant, va continuar gravant música i va veure que les vendes dels seus discos van baixar, rebent crítiques variades dels comentaristes musicals. Després, va comprar una església a Memphis, per poder exercir com a pastor a causa de la negativa de diversos membres de l'església protestant. Consegüentment, la religió va passar a ser el més important de la seva vida, encara que sense abandonar la seva afició al cant.
El 1977 va gravar el disc The Belle Album el qual va ser aclamat per la crítica, però no va recuperar la seva antiga audiència massiva. El 1979, Green va patir una caiguda de l'escenari durant una presentació a Cincinnati, per la qual cosa va haver de passar 15 dies hospitalitzat, i va percebre aquest succés com un nou missatge de Déu. D'aquesta manera, va decidir concentrar les seves energies a la seva església i cantant gospel. Després de tres anys, va aparèixer al costat de Patti Labelle en un musical de Broadway titulat Your Arms Too Short to Box with God. Des de 1981 a 1989, Green va gravar una sèrie de discos gospel, guanyant vuit premis Grammy en aquesta categoria. El director cinematogràfic Robert Mugge, va realitzar un documental sobre Al Green titulat Gospel According to Green, el qual inclou diverses entrevistes sobre la seva vida i imatges de la seva església.

## Retorn al rhythm and blues
Després de passar diversos anys exclusivament interpretant gospel, Green va decidir tornar a l'estil musical rhythm and blues. Primer, va llançar un duet amb Annie Lennox, titulat Put A Little Love In You Heart (1988) i que va ser creat per a la banda sonora de la pel·lícula anomenada Scrooged, interpretada per l'actor Bill Murray. El 1989, el cantant va treballar amb el productor musical Arthur Baker, i va escriure l'exitosa cançó «The Message Is Love».
L'any de 1995 va ser inclòs al Rock and Roll Hall of Fame, i nou anys més tard al Saló de la Fama del Gospel. Igualment, el 2002, Green va rebre un premi Grammy per la seva trajectòria musical anomenat Lifetime achievement Award.

## Discografia

### Àlbums
- Back Up Train (1967)
- Green is Blues (1969) #19 US
- Al Green Gets Next to You (1971) #58 US
- Let's Stay Together (1972) #8 US
- I'm Still in Love with You (1972) #4 US
- Call Me (1973) #10 US
- Livin' for You (1973) #24 US
- Al Green Explores Your Mind (1974) #15 US
- Al Green Is Love (1975) #28 US
- Al Green's Greatest Hits (1975) #17 US, #18 UK
- Full of Fire (1976) #59 US
- Have a Good Time (1976) #93 US
- The Belle Album (1977) #103 US
- Al Green's Greatest Hits, Vol. 2 (1977) #134 US
- Truth N' Time (1978)
- The Lord Will Make a Way (1980)
- Higher Plane (1981)
- Tokyo Live (1981)
- Precious Lord (1982)
- I'll Rise Again (1983)
- The Christmas Album (1983)
- Trust in God (1984)
- He is the Light (1985)
- White Christmas (1986)
- Soul Survivor (1987) #131 US
- Hi Life - The Best of Al Green (1988) #34 UK
- I Get Joy (1989)
- Love is Reality (1992)
- Gospel Soul (1993)
- Your Heart's in Good Hands (1995)
- Don't look back (1997)
- Take Me to the River (compilation) (2000) #186 US
- Feels Like Christmas (2001)
- Love - The Essential Al Green (2002) #18 UK
- I Can't Stop (2003) #53 US
- The Love Songs Collection (compilation) (2003) #91 US
- Everything's OK (2005)

### Singles
- 1971 "Tired of Being Alone" #11 US, #4 UK
- 1972 "Let's Stay Together" #1 US, #7 UK
- 1972 "I'm Still in Love with You" #3 US, #35 UK
- 1972 "Look What You Done for Me" #4 US, #33 UK
- 1972 "You Ought to be with Me" #3 US
- 1973 "Call Me (Come Back Home)" #10 US
- 1973 "Here I am (Come and Take Me)" #10 US
- 1974 "Sha-La-La (Make Me Happy)" #7 US, #20 UK
- 1974 "Let's Get Married" #32 US
- 1974 "Livin' for You" #19 US
- 1975 "L-O-V-E (Love)" #13 US, #24 UK
- 1975 "Full of Fire" #28 US
- 1977 "Keep Me Cryin'" #37 US
- 1988 "Put a Little Love in Your Heart" (amb Annie Lennox) #9 US, #28 UK
- 1989 "The Message is Love" (Arthur Baker and The Backbeat Disciples feat. Al Green) #38 UK
- 1993 "Love is A Beautiful Thing" #56 UK

## Guardons
Nominacions
- 2005: Grammy al millor àlbum de R&B
- 2009: Grammy al millor àlbum de R&B